# 朝鮮総督府専売局
朝鮮総督府専売局（ちょうせんそうとくふせんばいきょく）は、朝鮮総督府に置かれた外局（朝鮮総督府所属官署）。
煙草・塩・人参・阿片・麻薬（モルヒネ）類の専売事務を行う。

## 沿革
1910年（明治43年）10月1日、朝鮮総督府所属官署として専売局が置かれた。1912年（明治45年）3月31日、行政機構簡素化のための官制改正により、廃止された。
1921年（大正10年）4月1日、朝鮮煙草専売令（制令第5号）を公布し、7月1日よりタバコの専売を実施。これにともない、4月1日に勅令第53号により専売局を新設した。
1943年（昭和18年）12月1日、朝鮮総督府の官制改正により本府外局としての専売局は廃止され、業務は財務局に新設された専売総務課と専売事業課にそれぞれ移管された。なお、本府直轄の地方外局として京城・平壌・大邱・全州の各専売局（旧・地方専売局）は残った。

## 機構
1941年（昭和16年）9月1日現在。中央に専売局が置かれ、地方に地方専売局等が置かれた。
- 専売局
  - 庶務課
  - 収納課
  - 販売課
  - 製造課
  - 塩蔘課
  - 研究所
- （地方）
  - 地方専売局（4ヶ所） - 京城・全州・大邱・平壌
  - 出張所（27ヶ所）

## 歴代局長
| 氏名           | 在任期間                                                | 備考 |
| -------------- | ------------------------------------------------------- | ---- |
| 上林敬次郎     | 1910年（明治43年）10月1日 - 1912年（明治45年）3月31日   |      |
| （専売局廃止） |                                                         |      |
| 河内山楽三     | 1921年（大正10年）4月1日 - 1921年（大正10年）10月24日   | 兼任 |
| 青木戒三       | 1921年（大正10年）10月24日 - 1925年（大正14年）8月11日  |      |
| 水口隆三       | 1925年（大正14年）8月11日 - 1928年（昭和3年）1月31日    |      |
| 松本誠         | 1928年（昭和3年）1月31日 - 1931年（昭和6年）9月23日     |      |
| 土師盛貞       | 1931年（昭和6年）9月23日 - 1932年（昭和7年）12月13日    |      |
| 菊山嘉男       | 1932年（昭和7年）12月13日 - 1933年（昭和8年）8月4日     |      |
| 松田正之       | 1933年（昭和8年）8月4日 - 1934年（昭和9年）11月27日     |      |
| 安井誠一郎     | 1934年（昭和9年）11月27日 - 1936年（昭和11年）5月21日   |      |
| 棟居俊一       | 1936年（昭和11年）5月21日 - 1937年（昭和12年）5月14日   |      |
| 鈴川寿男       | 1937年（昭和12年）5月14日 - 1940年（昭和15年）5月30日   |      |
| 松沢竜雄       | 1940年（昭和15年）5月30日 - 1941年（昭和16年）11月19日  |      |
| 諏訪務         | 1941年（昭和16年）11月19日 - 1942年（昭和17年）10月23日 |      |
| 伊藤泰吉       | 1942年（昭和17年）10月23日 - 1943年（昭和18年）12月1日  |      |